# Ras El Oued (Algeria)
Ras El Oued è un comune dell'Algeria, situato nella provincia di Bordj Bou Arreridj.